# Верблюжья битва
Верблюжья битва (араб. موقعة الجمل‎) — битва между сторонниками четвёртого праведного халифа Али ибн Абу Талиба и группой восставших против его правления во главе со вдовой исламского пророка Мухаммеда Аишей и его сподвижниками Тальхой ибн Убайдуллахом и аз-Зубайром ибн аль-Аввамом. Произошла 8 декабря 656 года.

## Предыстория
Правление третьего праведного халифа Усмана ибн Аффана отметилось непотизмом, фаворитизмом, коррупцией и моральной деградацией. 17 июня 656 года, после длительной осады дома халифа, недовольные происходящим убили его, а здание разграбили. Среди ярых критиков Усмана были сподвижники Мухаммеда Тальха и аз-Зубайр и его вдова Аиша. Широко известна ведущая роль в подстрекательствах против Усмана, которую сыграли Тальха и Аиша, хотя последняя потом и отрицала свою причастность. Скорее всего, Тальха и аз-Зубайр имели амбиции стать избранными халифами после смерти Усмана.
Во время осады дома Усмана в качестве посредника между мятежниками и халифом выступал Али, двоюродный брат и зять Мухаммеда, а его сын Хасан стоял на страже здания и был ранен мятежниками. Хотя Али осудил убийство халифа, по мнению пакистанского историка Хусейна Джафари, он мог рассматривать сопротивляющихся ему как движение по защите бедных и бесправных и как минимум сочувствовать мятежникам.
Вскоре после убийства Усмана в Медине собрались толпы, которые обратились к Али, умоляя его занять место убитого. Однако он отказался от этой чести. По мнению Резы Аслана, это связано с высоким уровнем поляризации мусульманской общины после убийства халифа. Существует и другая трактовка — Уильям Дюрант предполагает, что Али как мог избегал жизни «в которой религия была вытеснена политикой, а преданность — интригами». Тем не менее, в отсутствии других серьёзных претендентов и при поддержке со стороны бывших иракских сторонников халифа Усмана и некоторых ансаров, через некоторое время Али всё же согласился взять на себя ответственность управлять халифатом. Мусульмане собрались в Масджид ан-Набави в Медине, чтобы присягнуть ему на верность. Согласно историку Мухаммаду Шабану, Али сделал это, чтобы избежать хаоса в ходе смуты из-за убийства халифа.
Вероятно, среди присягнувших на верность были и Тальха с аз-Зубайром. В дальнейшем они оба заявили, что действительно присягнули ему на верность, но под давлением. Но, по словам Маделунга, нет никаких свидетельств насилия на присяге, а некоторые исламские источники напрямую заявляют о запрете со стороны Али на подобное давление. Востоковед Лаура Веччия Вальери посчитала, что само утверждение о присяге со стороны аз-Зубайра и Тальхи было сфабриковано. Кроме того в источниках есть мнение, что они вдвоём покинули Али после того, как он не доверил им управлять Басрой и эль-Куфой и принялся отменять ранее назначенные Усманом значительные выплаты для сподвижников и элиты халифата.
Под предлогом совершения хаджа, Тальха и аз-Зубайр направились из Медины в Мекку. Здесь они встретили сильного своим влиянием на мусульманскую общину союзника в лице Аиши, главной среди вдов Мухаммеда. Она относилась к Али с неприязнью. Узнав о том, что Али избрали халифом, Аиша, несмотря на своё раннее подстрекательство к убийству халифа Усмана, теперь публично обвиняла его в укрывательстве преступников и призывала мекканцев отомстить за содеянное. Вместе с Тальхой и аз-Зубайром она потребовала свержения Али и организации традиционного совета, который должен был избрать нового халифа, которым вполне мог стать кто-то из её союзников. Али осудили и другие сподвижники Усмана, включая Марвана ибн аль-Хакама из Омейядов, и некоторые назначенные Усманом служащие, оставшиеся не у дел. Центром всего восстания стала священная Мекка.

## Подготовка к сражению
В рамках подготовки к сражению Аиша, аз-Зубайр и Тальха во главе отряда в 600—900 бойцов выдвинулись в город Басра, Ирак, примерно в 1300 километрах от Хиджаза. Здесь им удалось собрать значительные силы. Они добились финансирования кампании от богатых мекканцев, например представителя династии Омейядов Ялы ибн Муньи, бывшего наместника Усмана, смещённого халифом Али. По словам арабского историка ат-Табари, в местечке под названием Хаваб на пути в Басру Аиша была обескуражена непрекращающимся воем собак, который напомнил ей о зловещем предупреждении Мухаммада своим жёнам много лет назад: «Придет день, когда собаки Хаваба будут лаять на одну из вас, и это будет день, когда подверженная этому лаю будет глубоко заблуждаться». Она даже планировала отказаться от кампании, но Тальха и аз-Зубайр её отговорили. Последние при подготовке к сражению постоянно спорили о том, кто из них должен быть главным как в бою, так и в мирной жизни.
В Басре Аишу и компанию ждала неудача — хоть население города и было политически разделено, большая его часть всё же находилась стороне Али, поскольку он сместил коррумпированного наместника Усмана. До прихода Аиши и компании, две группы, находящиеся в разных политических углах, устроили безрезультатное сражение, которое привело к большому количеству жертв, но закончилось перемирием и статусом-кво. Аиша, аз-Зубайр и Тальха разбили лагерь за пределами Басры. Ожидание Али было неблагоприятным для повстанцев, которые позже совершили ночной налёт на город, убив десятки людей и в конечном итоге захватив контроль над Басрой. Наместника халифа они пытали, а затем заключили в тюрьму
Узнав об этом событии, Али с небольшой армией лично отправился в город, а своего сына Хасана отправил в эль-Куфу для того, чтобы он заручился поддержкой у её жителей. Согласившиеся помочь Али встретились с его армией у Басры. Друг напротив друга расположились две армии, каждая из которых насчитывала примерно 10 тысяч человек. Между армиями был разбит шатёр, в котором трое суток проходили переговоры между Тальхой, аз-Зубайром и Али. Стороны пытались прийти к соглашению и избежать надвигающейся полномасштабной войны. Несмотря на то, что подробности переговоров остаются неясными, многие арабские источники сообщают о том, что Али тогда напомнил аз-Зубайру случай из их детства, когда Мухаммед предсказал то, что между ними однажды будет несправедливое сражение.
По словам Маделунга, на переговорах Тальха, Аиша и аз-Зубайр требовали отставки Али и организации выборного совета для избрания преемника. В ответ на их обвинения в свой адрес о нежелании выдать убийц Усмана Али напомнил Тальхе и Зубайру о своих усилиях по спасению третьего халифа и обвинил Аишу и Тальху в подстрекательствах к насилию против него. Многие источники отмечают как усилия Али, призывавшего к сдержанности, так и ведущую роль Тальхи и Аиши в противостоянии Усману. Через три дня после начала переговоры закончились ничем, и обеим сторонам ничего не оставалось, кроме как подготовиться к началу битвы. В ранних исламских источниках популярна теория об успешности переговоров в которой рассказывается, что битву спровоцировали убийцы Усмана, однако, по словам Маделунга, она является чистейшим вымыслом.

## Участники и командующие

### Армия Али
- Али ибн Абу Талиб;
- Малик ибн аль-Харис[англ.];
- Хасан ибн Али;
- Хусейн ибн Али;
- Аммар ибн Ясир;
- Мухаммад ибн Абу Бакр;
- Абдаррахман ибн Абу Бакр[англ.];
- Муслим ибн Акиль;
- Абу Катада аль-Ансари[англ.];
- Джабир ибн Абдуллах;
- Мухаммад ибн аль-Ханафия;
- Абу Айюб аль-Ансари;
- Кайс ибн Саид[англ.];
- Ади ибн Хатим

### Армия мятежников
- Аиша;
- Тальха ибн Убайдуллах;
- Мухаммад ибн Тальха[англ.];
- аз-Зубайр ибн аль-Аввам;
- Марван ибн аль-Хакам.

### Не идентифицированные
- Абдуллах ибн Умар;
- Хафса бинт Умар;
- Умм Салама бинт Абу Умайя;

## Ход битвы
Битва началась в полдень 8 декабря 656 года. В последней попытке её избежать Али приказал одному из своих людей пронести копию Корана между линиями воинов на вытянутых руках, взывая к соблюдению его содержания. Однако повстанцы в ответ убили данного воина стрелой. Тогда Али отдал приказ начать наступление. Аишу вывезли с поля боя верхом на красном верблюде, на котором стоял бронированный навес. Именно в честь этого животного битва и получила своё название. По словам Лесли Хезлтон, вдова пророка, вполне вероятно, была центровой фигурой, обеспечивающей сплочённость мятежной армии, которая постоянно призывала их сражаться дальше несмотря ни на что во имя мести за Усмана.